# Alan Bennett
Alan Bennett (Leeds; 9 de mayo de 1934) es un dramaturgo, actor, novelista y guionista británico, ganador de un Premio Tony por su obra The History Boys.
Es hijo de Walter Bennett (un carnicero) y su esposa, Lilian Mary Peel. Bennett obtuvo una beca y asistió al Exeter College de la Universidad de Oxford, donde se licenció en Historia con sobresaliente. Es autor de muchas y celebradas obras teatrales como Habeas Corpus, Forty One Years On, Kafka's Dick o The Madness of George III (adaptada después al cine). También es apreciado su trabajo en la televisión y en el cine. Aún con una dilatada obra literaria a sus espaldas, solo comenzó a escribir prosa en la última década.